# Yarbaşı, Yusufeli
Yarbaşı là một xã thuộc huyện Yusufeli, tỉnh Artvin, Thổ Nhĩ Kỳ. Dân số thời điểm năm 2010 là 143 người.